# Sierra (Film)
Sierra ist ein US-amerikanischer Western aus dem Jahr 1950 von Alfred E. Green mit Audie Murphy und Wanda Hendrix in den Hauptrollen. Der Film wurde von Universal-International produziert und basiert auf dem 1937 veröffentlichten Roman The Mountains Are My Kingdom von Stuart Hardy.

## Handlung
Auf der Suche nach Wildpferden begegnet Ring Hassard der Anwältin Riley Martin, die sich verirrt hat. Er bringt sie zu seiner Berghütte, in der er mit seinem Vater Jeff lebt. Am nächsten Tag verletzt sich Jeff beim Zureiten eines Wildpferdes am Rücken. Anstatt, wie Riley rät, einen Arzt im Städtchen Sierra Vista aufzusuchen, benachrichtigt Ring den Goldsucher Lonesome. Riley erfährt, dass Jeff seit 15 Jahren wegen Mordes gesucht wird. Lonesome erscheint und untersucht Jeff. Der ist mittlerweile gelähmt und benötigt sofort ärztliche Hilfe. 
Ring treibt einige Wildpferde zur mexikanischen Grenze, um Geld für die medizinische Hilfe zu verdienen. Riley begleitet ihn, wird jedoch unterwegs von einer Klapperschlange gebissen. Ring rettet Riley das Leben und bringt sie nach Sierra Vista zu ihrer Tante Susan. Wieder zurück in den Bergen bemerkt Ring, dass seine Wildpferde gestohlen wurden. Hinweise ergeben, dass Big Matt, Vorarbeiter beim Pferdebaron Duke Lafferty, der Dieb ist. Sheriff Knudsen lehnt ab, den angesehenen Duke deswegen zu belästigen. Deshalb versucht Ring, die Pferde zurückzustehlen, wird aber dabei von Big Matt gefangen genommen. 
Riley bietet an, Ring zu verteidigen, doch der lehnt ab, als er erfährt, dass Riley auch für Duke Laffetty arbeitet. Riley kann Richter Prentiss überzeugen  sie als Pflichtverteidigerin zuzulassen. Während der Verhandlung bleibt Ring misstrauisch, insbesondere als Riley unbeabsichtigt seine wahre Identität enthüllt. Lonesome befreit Ring aus dem Gefängnis. Sie nehmen den Arzt Dr. Robbins als Geisel, damit der sich um Jeff kümmert. Ring nimmt Kontakt zu den Coulters auf, die sich um die Pferde in dem Versteck kümmern sollen. Ring sucht die Witwe Mrs. Jonas auf und befragt sie nach dem Verbrechen, das sein Vater begangen haben soll. Jeff hatte eine große Herde Wildpferde entdeckt und wurde von einem Unbekannten niedergeschlagen. Kurz darauf wurde Harvey Jonas mit Jeffs Gewehr erschossen. 
Riley will ihr Mandat nicht niederlegen. Der wütende und eifersüchtige Duke Lafferty beauftragt Big Matt, die Hassards zu finden und zu töten. Ring und die Coulters werden zur gleichen Zeit von Sheriff Knudsen und einigen Männern angegriffen. Die Verfolger werden abgewehrt, der Sheriff will mit einer größeren Truppe zurückkommen. Riley eilt in die Berge um Ring sowohl vor der neuen Truppe des Sheriffs als auch vor Big Matt zu warnen. Kurz darauf können Ring und die Coulters Big Matt und seine Männer besiegen. Zwischen Ring und Big Matt kommt es zu einem Faustkampf, den Ring gewinnt. Der besiegte Big Matt verspricht, die Berge zu verlassen. 
Ring und die Coulters entdecken eine gewaltige Herde von Wildpferden. Big Matt erhält von Duke Lafferty den Auftrag, am nächsten Morgen eine Stampede auszulösen. Ring und die Coulters können die Herde jedoch zurücktreiben, dabei geraten Lafferty und Big Matt unter die Hufe. Sheriff Knudsen und seine Männer erscheinen. Der sterbende Big Matt gesteht den Mord an Harvey Jonas. Jeff ist damit rehabilitiert. Ring und Riley kommen zusammen.

## Produktion

### Hintergrund
Gedreht wurde der Film von Anfang September bis zum 8. Oktober 1949 in Kanab, Cedar City, im Cedar Breaks National Monument sowie in den Universal-Studios in Universal City.

### Stab
Bernard Herzbrun und Robert F. Boyle waren die Art Directors, Russell A. Gausman und John P. Austin die Szenenbildner. Leslie I. Carey, Glenn E. Anderson und Martin Brown waren für den Ton verantwortlich, Bud Westmore für das Make-up.

### Besetzung
Für Sara Allgood war es die letzte Filmrolle. Knapp vier Monate nach der Uraufführung des Films verstarb sie.

## Synchronisation
Die deutsche Synchronfassung entstand 1955 durch die Berliner Synchron GmbH Wenzel Lüdecke unter der Dialogregie von Bruno Hartwich. Das Dialogbuch schrieb Fritz A. Koeniger.
| Rolle            | Schauspieler       | Deutscher Synchronsprecher |
| ---------------- | ------------------ | -------------------------- |
| Ring Hassard     | Audie Murphy       | Eckart Dux                 |
| Riley Martin     | Wanda Hendrix      | Margot Leonard             |
| Lonesome         | Burl Ives          | Walter Altenkirch          |
| Jeff Hassard     | Dean Jagger        | Paul Wagner                |
| Big Matt         | Richard Rober      | Fritz Tillmann             |
| Brent Coulter    | Tony Curtis        | Herbert Stass              |
| Sam Coulter      | Houseley Stevenson | Carl Heinz Carell          |
| Duke Lafferty    | Elliott Reid       | Paul Edwin Roth            |
| Dr. Robbins      | Griff Barnett      | Robert Klupp               |
| Tante Susan      | Elisabeth Risdon   | Ursula Krieg               |
| Sheriff Knudsen  | Roy Roberts        | Siegfried Schürenberg      |
| Tom Hogan        | Ģregg Martell      | Hans W. Hamacher           |
| Richter Prentiss | Erskine Sanford    | Otto Stoeckel              |
| Little Sam       | James Arness       | Gerd Duwner                |
| Al               | Jack Ingram        | Wolfgang Eichberger        |

## Veröffentlichung
Die Premiere des Films fand am 12. Mai 1950 in San Francisco statt. In der Bundesrepublik Deutschland kam er am 1. Juli 1955 in die Kinos, in Österreich im Oktober 1955.

## Kritiken
Das Lexikon des internationalen Films schrieb: „Durchschnittlicher Western mit einigen guten Landschaftsaufnahmen.“
Der Kritiker des TV Guide bemängelte, dass der Film, trotz einiger guter Farbaufnahmen, durch die flache Regie und der Endloskette von Klischees einige Klassen tiefer liege.